# Cephalochrysa rugulosa
Cephalochrysa rugulosa är en tvåvingeart som beskrevs av James 1962. Cephalochrysa rugulosa ingår i släktet Cephalochrysa och familjen vapenflugor. Inga underarter finns listade i Catalogue of Life.